# 马灯调
马灯调是中国浙江东部地区流传的一种民歌形式。这种民歌起源于清代道光年间的宁波，最早为跑马灯时演唱的歌曲，后成为民间小调，并为甬剧、宁波走书等宁波本地戏曲曲艺所采用，在宁波乡间广泛流行，同时对杭州、上海等地也有相当的影响。目前，马灯调为宁波市级非物质文化遗产。

## 传说
相传马灯调与宋高宗赵构有关。宋高宗赵构登基前曾被金兵追杀，逃至一条江边，得到一白泥马相助，将其救过江，因而白泥马被封为神马，于是马灯舞和马灯调便应运而生。

## 歌词
马灯调的歌词一般为七字一句，共有四句，在第三句和第四句之间加入“哎格龙登哟”的副词。具体的歌词常常随演出内容的改变而改变。下面是一首较为典型的马灯调歌词：

小小马儿五尺长
爬高落低奔四方
有人认得千里马
五湖四海一同闯
哎格龙登哟
五湖四海一同闯

演奏时，前奏多使用大鼓、小鼓、钹、锣等打击乐器演奏，而演唱时的曲牌伴奏则采用唢呐等吹管乐器加上二胡等弦乐器演奏。